# Argyrolobium terme
Argyrolobium terme är en ärtväxtart som beskrevs av Wilhelm Gerhard Walpers. Argyrolobium terme ingår i släktet Argyrolobium och familjen ärtväxter. Inga underarter finns listade i Catalogue of Life.